# Isère
Die Isère (Isara in der Antike, früher italienisch Isera) ist ein Fluss in Frankreich, der in der Region Auvergne-Rhône-Alpes verläuft. Sie entspringt in den Savoyer Alpen nahe der Grenze zu Italien im Nationalpark Vanoise. Das Quellgebiet bildet der nach dem Fluss benannte Gletscher Glacier des Sources de l’Isère, der sich an der Nordflanke der Grande Aiguille Rousse erstreckt. Die eigentliche Quelle liegt beim Col de la Vache im Gemeindegebiet von Val-d’Isère. Der Fluss entwässert trotz größerer Richtungsänderungen generell in südwestlicher Richtung und mündet nach rund 286 Kilometern unterhalb von Pont-de-l’Isère, nördlich von Valence, als linker Nebenfluss in die Rhône.
Die Isère durchquert auf ihrem Weg die Départements Savoie, Isère (für das sie Namensgeber ist) und Drôme.

## Orte am Fluss
- Val-d’Isère
- Bourg-Saint-Maurice
- Moûtiers
- Albertville
- Pontcharra
- Grenoble
- Voreppe
- Romans-sur-Isère
- Bourg-de-Péage
- Pont-de-l’Isère

## Nebenflüsse
(Reihenfolge in Fließrichtung)
| Linke Nebenflüsse: - Ponturin (18 km) - Doron de Bozel (39 km) - Eau Rousse (15 km) - Arc (127 km) - Gélon (31 km) - Bréda (32 km) - Doménon (17 km) - Drac (130 km) - Furon (21 km) - Bourne (43 km) | Rechte Nebenflüsse: - Arly (32 km) - Vence (17 km) - Morge (35 km) incl. Canal de la Morge - Cumane (17 km) - Furand (20 km) - Joyeuse (18 km) - Savasse (24 km) - Chalon (28 km) - Herbasse (40 km) |

## Sport
Auf der Isère wurden in den Jahren 1969, 1987 und 2012 die Weltmeisterschaften im Kanu-Wildwasserrennsport sowie 1997 die ersten Europameisterschaften in dieser Sportart ausgetragen.
Entlang der Isère von Annecy oder Aix-les-Bains bis nach Valence führt der Radfernweg La Belle Via.